# Ökumenisches Zentrum St. Stephanus

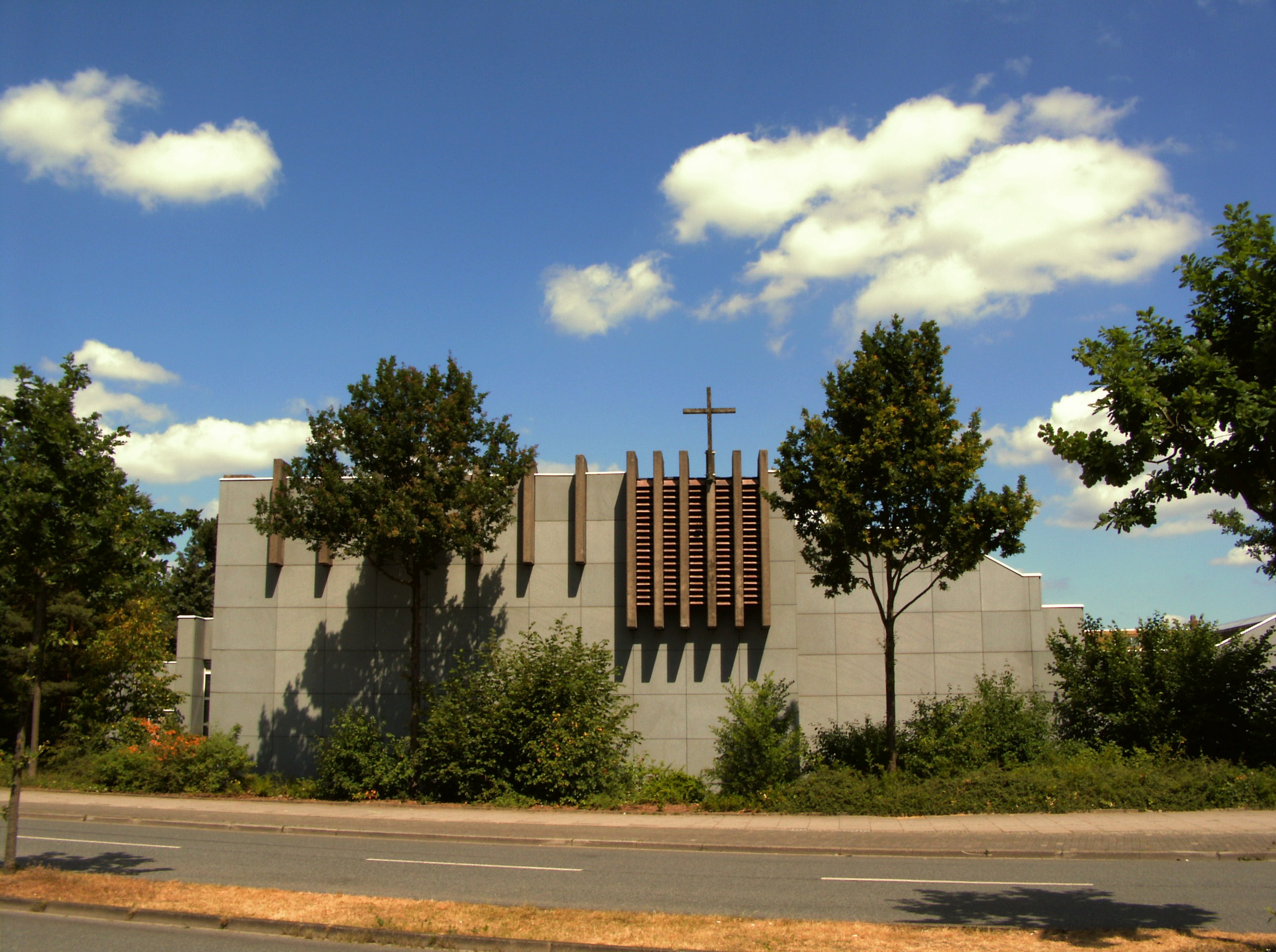
Ökumenisches Zentrum

Sankt Stephanus ist das ökumenische Zentrum in Kaltenmoor, einem Stadtteil der Kreisstadt Lüneburg in Niedersachsen. Die nach dem heiligen Stephanus benannte Einrichtung hat die Adresse „St.-Stephanus-Platz 1“.

## Geschichte
Das ökumenische Zentrum wurde als eines der ersten ökumenischen Gemeindezentren im deutschsprachigen Raum im seit Mitte der 1960er Jahre entstehenden Großsiedlungsgebiet Kaltenmoor erbaut. Das in rund 34 Meter Höhe über dem Meeresspiegel gelegene Gebäude entstand nach Plänen des Braunschweiger Architekten Alois Hafkemeyer (1929–1986), der bereits die Kirchen St. Norbert (Grasleben), Corpus Christi (Rotenburg (Wümme)), St. Marien (Braunschweig-Querum), St. Elisabeth (Salzgitter) und St. Bernward (Braunschweig) entworfen hatte und einige Jahre später noch St. Maximilian Kolbe (Salzgitter) entwarf. Realisiert wurde das Ökumenische Zentrum St. Stephanus durch die Lüneburger Architekten Carl-Peter von Mansberg und Bernt Wiskott. Am 27. Mai 1973 erfolgte die Grundsteinlegung, und am 21. September 1974 wurde es eingeweiht. In ihm befinden sich eigene Gottesdiensträume für evangelisch-lutherische (am 22. September 1974 eingeweiht) und römisch-katholische (am 29. September 1974 eingeweiht) Gottesdienste, die anderen Räume werden teilweise von beiden Konfessionen gemeinsam genutzt.

## Evangelische Kirche
Die evangelische Gemeinde „St. Stephanus“ gehört zum Kirchenkreis Lüneburg im Sprengel Lüneburg der Evangelisch-lutherischen Landeskirche Hannovers.

## Katholische Kirche
Die katholische St.-Stephanus-Kirche im ökumenischen Zentrum ist der Pfarrgemeinde „St. Marien“ als Filialkirche zugeordnet. Sie ist die jüngste Kirche im Dekanat Lüneburg, das zum Bistum Hildesheim gehört. Im Bistum Hildesheim entstanden 1977 in Hameln und 1982 in Hannover zwei weitere ökumenische Gemeindezentren.
Vom 1. September 1971 bis zum 15. März 1985 war Wilfried Meyer (1931–2016) Pastor in Kaltenmoor, während seines Wirkens wurde das Ökumenische Zentrum St. Stephanus erbaut. Am 1. Juni 1985 wurde die Pfarrei „St. Stephanus“ eingerichtet. Seit dem 1. August 2004 gehört die St.-Stephanus-Kirche zur Pfarrei „St. Marien“, die Pfarrei „St. Stephanus“ wurde in diesem Zusammenhang wieder aufgelöst.
Bereits am 21. Mai 1960 wurde im späteren Einzugsgebiet der St.-Stephanus-Kirche, an der Georg-Böhm-Straße, das neuerbaute Kinderheim „Bonifatiusstift“ mit Kapelle eröffnet. Heute befindet sich an diesem Standort die heilpädagogische Kinder- und Jugendhilfeeinrichtung „St. Bonifatius“ und der gleichnamige Sprachheilkindergarten.
In der St.-Stephanus-Kirche stellen Statuen den heiligen Stephanus, den Schutzpatron des Ökumenischen Zentrums, sowie die heilige Ursula von Köln mit dem Lüneburger Rathaus in ihren Händen dar. In der Marienkapelle können vor einer Marienstatue Opferkerzen aufgestellt werden. Dort zeigt eine Darstellung auf einem Tabernakel einen Pelikan, der sich die Brust aufreißt, um seine Jungen mit Blut zu füttern, ein Symbol für Jesus Christus und die Eucharistie.